# Casper Van Dien
Casper Robert Van Dien, Jr. (Milton, 18 de dezembro de 1968) é um ator americano mais conhecido por seu papel como Johnny Rico, em Starship Troopers. Van Dien nasceu e cresceu em Milton, na Flórida, filho de Diane, uma professora aposentada, e Robert Casper Van Dien, comandante reformado da marinha dos Estados Unidos. O nome Casper é uma tradição de família, dado ao filho mais velho de sua família há mais de 11 gerações. Há uma longa tradição militar na família Van Dien. Além de seu pai, seu avô também era da marinha e serviu durante a Segunda Guerra Mundial.
Van Dien é descendente de uma antiga família holandesa há muito estabelecida em Nova York, mas sua ascendência tem também origens sueca, francesa, inglesa e nativa americana. A rua em que ele cresceu em Nova Jérsei tem o nome de Avenida Van Dien em homenagem a seu tataravô. Na escola secundária, devido a sua boa aparência e uma bela estampa, seu apelido era Ken, por causa do boneco Ken, namorado da “Barbie”. Mas ele não gostava desse apelido, que acabou sendo motivo de muitas brigas naquela época. Depois de algum tempo sua família mudou-se para a Flórida, onde ele matriculou-se numa escola militar. Depois disso cursou a Universidade da Flórida, mas não chegou a diplomar-se.
Mudou-se,então para Los Angeles, onde começou a pegar pequenos papéis em séries da TV e filmes. Chegou a participar do seriado Beverly Hills. Conseguiu um personagem de destaque num telefime sobre a vida de James Dean e depois numa série de TV de ficção científica, tornando-se assim mais conhecido do público americano. O sucesso lhe rendeu o personagem Tarzan no filme Tarzan e a Cidade Perdida, de 1998, e em 1999 participou de “a Lenda do Cavaleiro Sem Cabeça”, de Tim Burton. Desde então tem participado de outros filmes procuzidos para o cinema e televisão. Há alguns anos atrás Van Dien reviveu seu mais famoso personagem, Johnny Rico, na produção Starship Troopers 3: Marauder na televisão americana.
De 1993 a 97, Van Dien foi casado com Carrie Mitchum, neta de Robert Mitchum, ao lado de quem ele co-estrelou o telefilme James Dean: Race com o destino. Eles tiveram dois filhos: Casper "Cappy" Robert Mitchum Van Dien, cujo apelido é Cappy, e Caroline Dorothy Grace Van Dien, Gracie. Após a separação ele ficou com a custódia dos filhos. Em 1999 conheceu e trabalhou com a atriz Catherine Oxenberg, filha da Princesa Elizabeth da Iugoslávia. Os dois casaram-se em Las Vegas ainda nesse mesmo ano. 
Em 2005 estrelaram juntos um seriado próprio na TV americana, uma espécie de reality show intitulado I Married a Princess, cuja tradução seria casei-me com uma princesa. Depois disso, ele já estrelou também em outras séries da TV, como Mortal Kombat: Legacy, do canal americano Machinima, onde fez o personagem Johnny Cage.
Com Catherine, Van Dien teve mais duas filhas, Maya e Celeste Alma. 
Casper Van Dien é ainda um filantropo e exerce junto a outras celebridades a função de embaixador de uma organização chamada Childhelp, dedicada a ajudar crianças carentes.

## Filmografia
- Menu for Murder (1990) ... Life Guard
- The Webbers (1993) ... Guy Miranda brings home
- Kill Shot (1995) ... Randy
- Married... with Children (1995) ...
- Lethal Orbit (1996) ... Tom Corbett
- Love Notes (1996) ... Adam
- Night Eyes 4 (1996) ... Roy
- Beastmaster III The Eye of Braxus (1996) ... King Tal
- The Colony (1996) ... unknown role
- Night Scream (1997) ... Teddie/Ray Ordwell Jr.
- Casper: A Spirited Beginning (1997) ... Bystander
- James Dean: Race with Destiny (1997) ... James Dean
- Starship Troopers (1997) ... Johnny Rico
- Tarzan and the Lost City (1998) ... Tarzan/John Clayton
- Casper Meets Wendy (1998) ...  Crewcut Man
- Modern Vampires (1998) ... Dallas
- On the Border (1998) ... Jake Barnes
- Shark Attack (1999) ... Steven McKray
- The Collectors (1999) ... A.K.
- The Omega Code (1999) ... Gillen Lane
- Thrill Seekers (1999) ... Tom Merrick
- A Lenda do Cavaleiro sem Cabeça (1999) ... Brom Van Brunt
- Sanctimony (2000) ... Tom Merrick
- The Tracker (2000) ... Connor Spears
- Partners (2000) ... Drifter
- Python (2000) ... Bart Parker
- Cutaway (2000) ... Delmira
- A Friday Night Date aka Road Rage (2000) ... Jim Travis
- Windfall (2001) ... Ace Logan
- Chasing Destiny (2001) ... Bobby Moritz
- Under Heavy Fire (2001) ... Capt. Ramsey
- Danger Beneath the Sea (2001) ... Commander Miles Sheffield
- The Vector File (2002) ... Gerry
- Big Spender (2003) ... Eddie Burton
- Premonition aka The Psychic (USA title) (2004) ... Jack Barnes
- Maiden Voyage (2004) ... Kyle Considine
- Skeleton Man (2004) ... Staff Sgt. Oberron
- What the #$*! Do We (K)now!? (2004) (uncredited) ... Romantic Moritz
- Drácula 3000 (2004) ... Capt. Abraham Van Helsing
- The Fallen Ones (2005) ... Matt Fletcher
- Personal Effects (2005) ... Chris Locke
- Officer Down (2005) ... Officer Philip Gammon
- The Curse of King Tut's Tomb (2006) ... Danny Freemont
- Meltdown: Days of Destruction (2006) ... Officer Tom Brackett
- Slayer (2006) ... Hawk
- Aces 'N' Eights (2008) ... Luke Rivers
- Starship Troopers 3: Marauder (2008) ... Johnny Rico
- Mask of the Ninja (2008) ... Jack Barrett
- One Hot Summer (2009) ... Luther Simmonds
- Mortal Kombat Legacy (2011 á 2013)... Machinima
- Baby’s First Christmas (2012) ...  Kyle

## Ligação externa
- Casper Van Dien. no IMDb.
- Casper Van Dien no Instagram
- Casper Van Dien no Facebook
- Casper Van Dien no X